# Lista över fornlämningar i Norrtälje kommun (Länna)
Lista över fornlämningar i Norrtälje kommun (Länna) är en förteckning av ett urval av de fornlämningar som finns i Länna i Norrtälje kommun.
| Namn                        | Lämningstyp  | Tillkomsttid | Historisk indelning | Plats | Läge                 | ID-nr          | Bild                                 |
| --------------------------- | ------------ | ------------ | ------------------- | ----- | -------------------- | -------------- | ------------------------------------ |
| Länna 3:1                   | Gravfält     |              | Länna, Uppland      |       | 59.592960, 18.678696 | 10004900030001 | Ladda upp en bild av detta fornminne |
| Länna 15:1                  | Gravfält     |              | Länna, Uppland      |       | 59.596003, 18.693233 | 10004900150001 | Ladda upp en bild av detta fornminne |
| Länna 16:1                  | Stensättning |              | Länna, Uppland      |       | 59.609036, 18.700537 | 10004900160001 | Ladda upp en bild av detta fornminne |
| Länna 19:1                  | Gravfält     |              | Länna, Uppland      |       | 59.644042, 18.629602 | 10004900190001 | Ladda upp en bild av detta fornminne |
| Länna 20:1                  | Stensättning |              | Länna, Uppland      |       | 59.643968, 18.620436 | 10004900200001 | Ladda upp en bild av detta fornminne |
| Länna 36:1                  | Gravfält     |              | Länna, Uppland      |       | 59.661630, 18.673935 | 10004900360001 | Ladda upp en bild av detta fornminne |
| Länna 37:1                  | Gravfält     |              | Länna, Uppland      |       | 59.663025, 18.673506 | 10004900370001 | Ladda upp en bild av detta fornminne |
| Länna 39:1                  | Stensättning |              | Länna, Uppland      |       | 59.660561, 18.687361 | 10004900390001 | Ladda upp en bild av detta fornminne |
| Länna 40:1                  | Gravfält     |              | Länna, Uppland      |       | 59.658645, 18.686213 | 10004900400001 | Ladda upp en bild av detta fornminne |
| Länna 46:101                | Gravfält     |              | Länna, Uppland      |       | 59.671993, 18.681727 | 10004900460101 | Ladda upp en bild av detta fornminne |
| Kumlabacken (Länna 47:1)    | Gravfält     |              | Länna, Uppland      |       | 59.672773, 18.674217 | 10004900470001 | Ladda upp en bild av detta fornminne |
| Länna 48:1                  | Gravfält     |              | Länna, Uppland      |       | 59.676524, 18.673705 | 10004900480001 | Ladda upp en bild av detta fornminne |
| Länna 49:1                  | Hög          |              | Länna, Uppland      |       | 59.677401, 18.679522 | 10004900490001 | Ladda upp en bild av detta fornminne |
| Länna 50:1                  | Gravfält     |              | Länna, Uppland      |       | 59.676637, 18.679900 | 10004900500001 | Ladda upp en bild av detta fornminne |
| Länna 51:1                  | Stensättning |              | Länna, Uppland      |       | 59.677286, 18.680958 | 10004900510001 | Ladda upp en bild av detta fornminne |
| Länna 51:2                  | Stensättning |              | Länna, Uppland      |       | 59.677205, 18.681057 | 10004900510002 | Ladda upp en bild av detta fornminne |
| Länna 52:1                  | Gravfält     |              | Länna, Uppland      |       | 59.677418, 18.678394 | 10004900520001 | Ladda upp en bild av detta fornminne |
| Länna 53:1                  | Gravfält     |              | Länna, Uppland      |       | 59.677562, 18.675224 | 10004900530001 | Ladda upp en bild av detta fornminne |
| Länna 55:101                | Gravfält     |              | Länna, Uppland      |       | 59.677935, 18.672697 | 10004900550101 | Ladda upp en bild av detta fornminne |
| Länna 55:201                | Hög          |              | Länna, Uppland      |       | 59.677179, 18.673222 | 10004900550201 | Ladda upp en bild av detta fornminne |
| Länna 56:1                  | Hög          |              | Länna, Uppland      |       | 59.678378, 18.670973 | 10004900560001 | Ladda upp en bild av detta fornminne |
| Länna 56:2                  | Hög          |              | Länna, Uppland      |       | 59.678349, 18.670770 | 10004900560002 | Ladda upp en bild av detta fornminne |
| Länna 57:1                  | Hög          |              | Länna, Uppland      |       | 59.678166, 18.669378 | 10004900570001 | Ladda upp en bild av detta fornminne |
| Länna 57:2                  | Stensättning |              | Länna, Uppland      |       | 59.678136, 18.669220 | 10004900570002 | Ladda upp en bild av detta fornminne |
| Länna 57:3                  | Stensättning |              | Länna, Uppland      |       | 59.678277, 18.669454 | 10004900570003 | Ladda upp en bild av detta fornminne |
| Länna 57:4                  | Stensättning |              | Länna, Uppland      |       | 59.678097, 18.668979 | 10004900570004 | Ladda upp en bild av detta fornminne |
| Länna 59:1                  | Runristning  |              | Länna, Uppland      |       | 59.679700, 18.682929 | 10004900590001 | Ladda upp en bild av detta fornminne |
| Länna 61:1                  | Gravfält     |              | Länna, Uppland      |       | 59.683271, 18.672219 | 10004900610001 | Ladda upp en bild av detta fornminne |
| Länna 64:1                  | Gravfält     |              | Länna, Uppland      |       | 59.686376, 18.664791 | 10004900640001 | Ladda upp en bild av detta fornminne |
| Länna 65:1                  | Gravfält     |              | Länna, Uppland      |       | 59.686068, 18.651594 | 10004900650001 | Ladda upp en bild av detta fornminne |
| Länna 68:1                  | Stensättning |              | Länna, Uppland      |       | 59.688491, 18.648107 | 10004900680001 | Ladda upp en bild av detta fornminne |
| Länna 68:2                  | Stensättning |              | Länna, Uppland      |       | 59.688871, 18.648468 | 10004900680002 | Ladda upp en bild av detta fornminne |
| Länna 68:3                  | Stensättning |              | Länna, Uppland      |       | 59.688519, 18.648284 | 10004900680003 | Ladda upp en bild av detta fornminne |
| Länna 68:4                  | Stensättning |              | Länna, Uppland      |       | 59.688617, 18.648111 | 10004900680004 | Ladda upp en bild av detta fornminne |
| Länna 68:5                  | Stensättning |              | Länna, Uppland      |       | 59.689200, 18.648914 | 10004900680005 | Ladda upp en bild av detta fornminne |
| Estängen (Länna 71:1)       | Borg         |              | Länna, Uppland      |       | 59.680222, 18.700974 | 10004900710001 | Ladda upp en bild av detta fornminne |
| Länna 77:1                  | Stensättning |              | Länna, Uppland      |       | 59.635805, 18.589832 | 10004900770001 | Ladda upp en bild av detta fornminne |
| Länna 81:1                  | Stensättning |              | Länna, Uppland      |       | 59.656772, 18.779395 | 10004900810001 | Ladda upp en bild av detta fornminne |
| Länna 82:1                  | Stensättning |              | Länna, Uppland      |       | 59.656603, 18.741111 | 10004900820001 | Ladda upp en bild av detta fornminne |
| Länna 88:1                  | Gravfält     |              | Länna, Uppland      |       | 59.694372, 18.545896 | 10004900880001 | Ladda upp en bild av detta fornminne |
| Länna 89:1                  | Stensättning |              | Länna, Uppland      |       | 59.697018, 18.560724 | 10004900890001 | Ladda upp en bild av detta fornminne |
| Länna 90:1                  | Stensättning |              | Länna, Uppland      |       | 59.698213, 18.572352 | 10004900900001 | Ladda upp en bild av detta fornminne |
| Länna 91:1                  | Stensättning |              | Länna, Uppland      |       | 59.699634, 18.572105 | 10004900910001 | Ladda upp en bild av detta fornminne |
| Länna 93:1                  | Röse         |              | Länna, Uppland      |       | 59.704533, 18.574478 | 10004900930001 | Ladda upp en bild av detta fornminne |
| Länna 95:1                  | Gravfält     |              | Länna, Uppland      |       | 59.676098, 18.604021 | 10004900950001 | Ladda upp en bild av detta fornminne |
| Länna 96:1                  | Stensättning |              | Länna, Uppland      |       | 59.676049, 18.602468 | 10004900960001 | Ladda upp en bild av detta fornminne |
| Länna 97:1                  | Gravfält     |              | Länna, Uppland      |       | 59.678112, 18.604975 | 10004900970001 | Ladda upp en bild av detta fornminne |
| Länna 98:1                  | Stensättning |              | Länna, Uppland      |       | 59.670923, 18.608047 | 10004900980001 | Ladda upp en bild av detta fornminne |
| Länna 98:2                  | Stensättning |              | Länna, Uppland      |       | 59.671057, 18.607982 | 10004900980002 | Ladda upp en bild av detta fornminne |
| Länna 100:1                 | Gravfält     |              | Länna, Uppland      |       | 59.684100, 18.645401 | 10004901000001 | Ladda upp en bild av detta fornminne |
| Länna 101:1                 | Gravfält     |              | Länna, Uppland      |       | 59.689094, 18.617061 | 10004901010001 | Ladda upp en bild av detta fornminne |
| Biskopsbacken (Länna 103:1) | Hög          |              | Länna, Uppland      |       | 59.690885, 18.617665 | 10004901030001 | Ladda upp en bild av detta fornminne |
| Länna 104:1                 | Stensättning |              | Länna, Uppland      |       | 59.687658, 18.614897 | 10004901040001 | Ladda upp en bild av detta fornminne |
| Länna 105:1                 | Gravfält     |              | Länna, Uppland      |       | 59.684095, 18.613266 | 10004901050001 | Ladda upp en bild av detta fornminne |
| Länna 106:1                 | Stensättning |              | Länna, Uppland      |       | 59.683256, 18.609871 | 10004901060001 | Ladda upp en bild av detta fornminne |
| Länna 106:2                 | Stensättning |              | Länna, Uppland      |       | 59.683135, 18.609955 | 10004901060002 | Ladda upp en bild av detta fornminne |
| Länna 107:1                 | Hög          |              | Länna, Uppland      |       | 59.685529, 18.607116 | 10004901070001 | Ladda upp en bild av detta fornminne |
| Länna 107:2                 | Stensättning |              | Länna, Uppland      |       | 59.685411, 18.607104 | 10004901070002 | Ladda upp en bild av detta fornminne |
| Länna 107:3                 | Stensättning |              | Länna, Uppland      |       | 59.685470, 18.607326 | 10004901070003 | Ladda upp en bild av detta fornminne |
| Länna 109:1                 | Gravfält     |              | Länna, Uppland      |       | 59.703578, 18.630040 | 10004901090001 | Ladda upp en bild av detta fornminne |
| Länna 112:1                 | Runristning  |              | Länna, Uppland      |       | 59.690749, 18.566542 | 10004901120001 | Ladda upp en bild av detta fornminne |
| Länna 112:2                 | Runristning  |              | Länna, Uppland      |       | 59.690778, 18.566583 | 10004901120002 | Ladda upp en bild av detta fornminne |
| Länna 114:1                 | Röse         |              | Länna, Uppland      |       | 59.686475, 18.591036 | 10004901140001 | Ladda upp en bild av detta fornminne |
| Länna 114:2                 | Stensättning |              | Länna, Uppland      |       | 59.686467, 18.590716 | 10004901140002 | Ladda upp en bild av detta fornminne |
| Länna 115:1                 | Gravfält     |              | Länna, Uppland      |       | 59.685455, 18.600346 | 10004901150001 | Ladda upp en bild av detta fornminne |
| Länna 116:1                 | Hög          |              | Länna, Uppland      |       | 59.691837, 18.560092 | 10004901160001 | Ladda upp en bild av detta fornminne |
| Länna 120:1                 | Gravfält     |              | Länna, Uppland      |       | 59.689319, 18.543943 | 10004901200001 | Ladda upp en bild av detta fornminne |
| Länna 121:1                 | Stensättning |              | Länna, Uppland      |       | 59.670303, 18.752632 | 10004901210001 | Ladda upp en bild av detta fornminne |
| Länna 121:2                 | Stensättning |              | Länna, Uppland      |       | 59.670167, 18.752240 | 10004901210002 | Ladda upp en bild av detta fornminne |
| Länna 121:3                 | Stensättning |              | Länna, Uppland      |       | 59.670021, 18.752178 | 10004901210003 | Ladda upp en bild av detta fornminne |
| Länna 121:4                 | Stensättning |              | Länna, Uppland      |       | 59.669686, 18.752224 | 10004901210004 | Ladda upp en bild av detta fornminne |
| Länna 121:5                 | Stensättning |              | Länna, Uppland      |       | 59.670312, 18.751823 | 10004901210005 | Ladda upp en bild av detta fornminne |
| Länna 123:1                 | Röse         |              | Länna, Uppland      |       | 59.681598, 18.755199 | 10004901230001 | Ladda upp en bild av detta fornminne |
| Länna 132:1                 | Röse         |              | Länna, Uppland      |       | 59.697767, 18.571252 | 10004901320001 | Ladda upp en bild av detta fornminne |
| Länna 132:2                 | Stensättning |              | Länna, Uppland      |       | 59.697652, 18.571340 | 10004901320002 | Ladda upp en bild av detta fornminne |
| Länna 132:3                 | Röse         |              | Länna, Uppland      |       | 59.697616, 18.571119 | 10004901320003 | Ladda upp en bild av detta fornminne |
| Länna 132:4                 | Stensättning |              | Länna, Uppland      |       | 59.697527, 18.571220 | 10004901320004 | Ladda upp en bild av detta fornminne |
| Länna 133:1                 | Stensättning |              | Länna, Uppland      |       | 59.697568, 18.568570 | 10004901330001 | Ladda upp en bild av detta fornminne |
| Länna 134:1                 | Stensättning |              | Länna, Uppland      |       | 59.699686, 18.563133 | 10004901340001 | Ladda upp en bild av detta fornminne |
| Länna 134:2                 | Stensättning |              | Länna, Uppland      |       | 59.699615, 18.563360 | 10004901340002 | Ladda upp en bild av detta fornminne |
| Länna 134:3                 | Röse         |              | Länna, Uppland      |       | 59.699295, 18.563648 | 10004901340003 | Ladda upp en bild av detta fornminne |
| Länna 135:1                 | Stensättning |              | Länna, Uppland      |       | 59.697746, 18.561189 | 10004901350001 | Ladda upp en bild av detta fornminne |
| Länna 135:2                 | Stensättning |              | Länna, Uppland      |       | 59.697841, 18.561841 | 10004901350002 | Ladda upp en bild av detta fornminne |
| Länna 136:1                 | Stensättning |              | Länna, Uppland      |       | 59.697026, 18.562282 | 10004901360001 | Ladda upp en bild av detta fornminne |
| Länna 139:1                 | Röse         |              | Länna, Uppland      |       | 59.697297, 18.546890 | 10004901390001 | Ladda upp en bild av detta fornminne |
| Länna 140:1                 | Gravfält     |              | Länna, Uppland      |       | 59.694019, 18.552537 | 10004901400001 | Ladda upp en bild av detta fornminne |
| Länna 142:1                 | Gravfält     |              | Länna, Uppland      |       | 59.692907, 18.556742 | 10004901420001 | Ladda upp en bild av detta fornminne |
| Länna 143:1                 | Stensättning |              | Länna, Uppland      |       | 59.690476, 18.542225 | 10004901430001 | Ladda upp en bild av detta fornminne |
| Länna 143:2                 | Stensättning |              | Länna, Uppland      |       | 59.690343, 18.542209 | 10004901430002 | Ladda upp en bild av detta fornminne |
| Länna 143:3                 | Stensättning |              | Länna, Uppland      |       | 59.690088, 18.542486 | 10004901430003 | Ladda upp en bild av detta fornminne |
| Länna 146:1                 | Stensättning |              | Länna, Uppland      |       | 59.688672, 18.544456 | 10004901460001 | Ladda upp en bild av detta fornminne |
| Länna 147:1                 | Stensättning |              | Länna, Uppland      |       | 59.688901, 18.546088 | 10004901470001 | Ladda upp en bild av detta fornminne |
| Länna 161:1                 | Stensättning |              | Länna, Uppland      |       | 59.698660, 18.564305 | 10004901610001 | Ladda upp en bild av detta fornminne |
| Länna 161:2                 | Stensättning |              | Länna, Uppland      |       | 59.698806, 18.564171 | 10004901610002 | Ladda upp en bild av detta fornminne |
| Länna 166:1                 | Hög          |              | Länna, Uppland      |       | 59.684399, 18.647237 | 10004901660001 | Ladda upp en bild av detta fornminne |
| Länna 188:1                 | Hög          |              | Länna, Uppland      |       | 59.683927, 18.669956 | 10004901880001 | Ladda upp en bild av detta fornminne |
| Länna 190:1                 | Röse         |              | Länna, Uppland      |       | 59.671992, 18.887582 | 10004901900001 | Ladda upp en bild av detta fornminne |
| Länna 193:1                 | Stensättning |              | Länna, Uppland      |       | 59.688247, 18.542157 | 10004901930001 | Ladda upp en bild av detta fornminne |
| Länna 194:1                 | Stensättning |              | Länna, Uppland      |       | 59.676921, 18.674516 | 10004901940001 | Ladda upp en bild av detta fornminne |
| Länna 195:1                 | Stensättning |              | Länna, Uppland      |       | 59.676491, 18.681109 | 10004901950001 | Ladda upp en bild av detta fornminne |
| Länna 196:1                 | Stensättning |              | Länna, Uppland      |       | 59.683598, 18.645599 | 10004901960001 | Ladda upp en bild av detta fornminne |
| Länna 200:1                 | Stensättning |              | Länna, Uppland      |       | 59.648220, 18.681144 | 10004902000001 | Ladda upp en bild av detta fornminne |
| Länna 200:2                 | Stensättning |              | Länna, Uppland      |       | 59.648310, 18.681238 | 10004902000002 | Ladda upp en bild av detta fornminne |
| Länna 200:3                 | Stensättning |              | Länna, Uppland      |       | 59.648164, 18.681302 | 10004902000003 | Ladda upp en bild av detta fornminne |